# Tostão
Eduardo Gonçalves de Andrade, conhecido como Tostão (Belo Horizonte, 25 de janeiro de 1947), é um médico e ex-futebolista brasileiro. É considerado um dos grandes jogadores do futebol nacional e internacional. É também um dos maiores ídolos da história do Cruzeiro. Ponta-esquerda de origem, foi improvisado como centroavante durante o tricampeonato mundial conquistado pela seleção brasileira, em 1970, tendo sido um precursor da função do "Falso 9". Hoje é colunista esportivo, escrevendo semanalmente na Folha de S.Paulo.

## Infância e juventude
Ganhou o apelido de Tostão ainda criança. Quando tinha sete anos, foi chamado para reforçar o time de várzea do bairro que enfrentaria os garotos do Atlético Mineiro. Entrou somente no segundo tempo e se destacou entre os outros jogadores, que tinham de 12 a 15 anos, marcando um gol e saindo carregado nos braços pelos companheiros.
Como era o menor e mais novo do time, ganhou o apelido de Tostão (expressão que popularmente significa "coisa pouca", baseado nas moedas de baixo valor com esse nome) e foi escolhido para jogar na ponta-esquerda, onde se especializou em chutar exclusivamente com a canhota. Um acidente aos 6 anos com uma das unhas do pé direito, impedia Tostão de chutar com o pé destro. O trauma foi superado somente anos mais tarde, na Seleção Brasileira. Lá, o preparador físico Paulo Amaral o convenceu a treinar diariamente 200 chutes com a direita, para se tornar um meia completo.

## Carreira

### Cruzeiro
Tostão iniciou sua carreira no futebol de salão do Cruzeiro em 1961. Em 1962, com 15 anos e ainda no Cruzeiro, foi para a equipe júnior de futebol de campo. No mesmo ano, o América Mineiro, clube do coração dos seus pais, contratou o jogador, por apenas um ano. Em 1963, voltou ao Cruzeiro, clube que o projetou para o Brasil e o mundo. O então diretor Felício Brandi chegou atrasado mais de uma hora ao próprio casamento só para concluir a contratação de Tostão. Daí engrenou na carreira, formando o famoso tripé com Wilson Piazza e Dirceu Lopes.
Na final do Campeonato Brasileiro de 1966, Tostão desempenhou um grande papel no primeiro jogo, onde o Cruzeiro venceu o Santos dos Santásticos, time que havia sido campeão de quase todos os torneios que disputou e tinha grandes jogadores em seu elenco, como Pelé. O time mineiro conseguiu um placar elástico, terminando o primeiro tempo vencendo por 5-0. A partida terminou 6-2 para o Cruzeiro, a pior derrota que o até então "imbatível" time da Vila Belmiro havia sofrido. Após a partida, tiraram uma foto com uma coroa na cabeça de Tostão, que depois saiu em um jornal com o título: "O Novo Rei", uma vez que Pelé era o "Rei do Futebol" e havia perdido a partida. Porém, Tostão não aceitou o status, afirmando que Pelé realmente era "o Rei".
Uma semana depois, no jogo de volta no Pacaembu, o Santos abriu 2-0 no primeiro tempo e esperavam que a goleada fosse devolvida. Na época, a final do campeonato se dava em disputa de ida e volta, sem contar saldo de gols. Com a vitória do primeiro jogo, para ser campeão, o Cruzeiro precisava ao menos empatar o jogo. Tostão perdeu um pênalti, mas não se abateu e logo marcou um gol de falta que deu início à reação. O Santos não esboçou nenhuma reação, e continuou sofrendo ataques, até que o Cruzeiro empatou e virou o jogo, ganhando a segunda partida da final por 3-2. Com a vitória, o time mineiro foi campeão brasileiro pela primeira vez.
Mesmo atuando no meio de campo, com a responsabilidade de armar as jogadas para os atacantes, Tostão é o maior artilheiro da história do Cruzeiro, com 249 gols. Estabeleceu marcas no Campeonato Mineiro, quando se sagrou o goleador por quatro edições seguidas: em 1965, 1966, 1967 e 1968. Foi ainda o artilheiro da última edição da Taça de Prata, hoje reconhecida como Campeonato Brasileiro, em 1970.
Tostão fez sua última partida oficial pelo Cruzeiro jogando com a camisa 7 contra o Nacional de Uberaba, no Triângulo Mineiro, em abril de 1972, pelo Campeonato Mineiro, que terminou 2–2.

### Vasco da Gama
Transferiu-se do Cruzeiro para o Vasco em abril de 1972, na maior transação envolvendo clubes brasileiros até aquela época, pelo valor de Cr$ 3,3 milhões. A contratação de Tostão foi o símbolo do início de uma nova fase no Vasco, que passava por uma crise. Em fevereiro do ano seguinte, após um amistoso, aos 26 anos, Tostão anunciou o fim de sua carreira. Uma inflamação na retina operada levou o jogador novamente a Houston e ele foi aconselhado a parar de jogar, sob o risco de ficar cego. Marcou seu último gol no dia 10 de fevereiro de 1973, contra o Flamengo. Dezessete dias depois, deu adeus ao futebol, após enfrentar o Argentino Juniors em um amistoso.

### Seleção brasileira
Estreou na Seleção brasileira aos 19 anos no dia 15 de maio de 1966, em amistoso no Morumbi, contra o Chile, no empate de 1–1, como preparação para a Copa do Mundo da Inglaterra. Conquistou uma vaga entre os 22 e atuou apenas uma vez. O Brasil perdeu de 3–1 para a Hungria, em Liverpool, com gol único de Tostão.
Consagrou-se em 1969, quando, ao lado de Pelé, levou o Brasil à classificação para a Copa do Mundo FIFA de 1970 com 10 gols e 4 passes para gol. Repetiu assim Zico em 1978, Ronaldo Nazário em 2006 e Neymar em 2022, como artilheiro e líder de assistência do Brasil em uma eliminatória sul-americana.
A imprensa o batizou de "vice-rei", em referência a Pelé, conhecido como o "Rei do Futebol". Foi reserva de Pelé em alguns jogos em 1968, sob o comando de Aymoré Moreira. No ano seguinte, sob o comando de João Saldanha, virou o último parceiro do rei com a camisa amarela. Se destacou juntamente com Pelé, Gérson e Jairzinho como um dos grandes protagonistas do tricampeonato brasileiro de 1970.
Na Taça Independência de 1972, meses depois, fez seus últimos jogos pela Seleção antes de decidir se aposentar do futebol.
Pelo Seleção Brasileira fez 65 jogos e 36 gols. Ainda com menos de 20 anos disputou 8 jogos, sendo 1 deles não oficial, e marcou 7 gols. Seu último jogo pela Seleção foi na final da Taça Independência, quando o Brasil foi campeão sobre Portugal.

### Descolamento de retina
Em 1969, a Seleção Brasileira fez um amistoso com o Millonarios, em Bogotá, como preparação para enfrentar a Colômbia pelas eliminatórias da Copa do Mundo poucos dias depois. No meio da partida, Tostão se chocou com o zagueiro Castaños e machucou o olho esquerdo. No mesmo ano, em uma partida entre Corinthians e Cruzeiro, recebeu o impacto de uma bola chutada pelo zagueiro Ditão de raspão no mesmo olho esquerdo e sofre descolamento de retina.
Em 2 de outubro de 1969, Tostão é submetido a uma cirurgia em Houston, pelo médico mineiro Roberto Abdalla Moura. O treinador João Saldanha saiu da seleção e passou o cargo de técnico para Zagallo, que não acreditava na recuperação do craque mineiro. Porém, como foi liberado para voltar às atividades três meses da Copa, conseguiu sua vaga na Seleção de volta.
Na Copa, o médico fazia exames no dia seguinte a cada jogo. Mesmo com todo risco e certa desconfiança dos dirigentes, Tostão conseguiu o título com o Brasil e ainda foi apontado por muitos como o melhor jogador da Copa do Mundo, alcançando um destaque entre a imprensa estrangeira.

### Pós carreira
Em 1975, passou nos vestibulares da Faculdade de Ciências Médicas e da Faculdade de Medicina da Universidade Federal de Minas Gerais (UFMG). Optou pela segunda e se formou em medicina (clínica geral) em 1981. Dr. Eduardo se recolheu a uma vida simples ao lado de sua mulher e seus filhos, deixando o futebol e se dedicando à nova carreira, atendendo em hospitais e dando aulas sobre medicina psicossomática.
Voltaria a ser ligado ao futebol em 1994, com a Copa do Mundo nos Estados Unidos, quando foi chamado pela TV Bandeirantes para ser comentarista. Em 1996, foi para a ESPN Brasil, onde apresentou o programa Um Tostão de Prosa. Em 1997, Tostão publicou o livro de memórias "Lembranças, Opiniões e Reflexões sobre Futebol".
Posteriormente, tornou-se colunista esportivo do jornal mineiro Diário da Tarde, de Belo Horizonte, passando depois para o Estado de Minas. Em 2008, recebeu a Medalha de Honra da UFMG.
Publicou os livros "A perfeição não existe: Paixão do futebol por um craque da crônica" em 2012 e "Tempos vividos, sonhados e perdidos: um olhar sobre o futebol" em 2016. Atualmente, atua como colunista pela "Folha de S.Paulo".

## Títulos
Seleção Brasileira
- Copa do Mundo: 1970
- Copa Rocca: 1971
- Taça Independência: 1972

Vasco da Gama
- Taça José de Albuquerque: 1972
- Torneio Quadrangular do Rio de Janeiro: 1973

Cruzeiro
- Campeonato Brasileiro: 1966
- Campeonato Mineiro: 1965, 1966, 1967,1968 e 1969
- Torneio Início de Minas Gerais: 1966

Demais torneios e taças
- Torneio de Djacarta (IND): 1972
- Torneio Hong Kong (CHI): 1972
- Taça Miller (EUA): 1972
- Torneio Tailândia (THA): 1972
- Torneio do Governador (BA): 1971
- Torneio 11 de Outubro (PAN): 1971
- Torneio de Caracas (VEN): 1970
- Torneio José Guilherme (BRA): 1970
- Torneio do México (MÉX): 1967
- Torneio Quadrangular (BRA): 1966
- Taça Rio Branco (URU): 1966
- Torneio de Barbacena (MG): 1965
- Torneio Mário Coutinho (MG): 1965
- Torneio do Bispo (MG): 1965
- Torneio Natalino Triginelli (MG): 1965
- Taça Guilherme de Oliveira (DF): 1964
- Torneio de Barbacena (MG): 1964

## Artilharia
- Campeonato Mineiro: 1966 (17 gols); 1967 (20 gols) e 1968 (25 gols)
- Campeonato Brasileiro de 1970 (12 gols)
- Eliminatórias da Copa do Mundo FIFA de 1970 (10 gols)

## Prêmios
- Bola de Prata Revista Placar: 1970
- Bola de Prata da Revista Placar de Artilheiro Brasileirão 1970
- Melhor jogador sul-americano do ano eleito pelo jornal "El Mundo": 1971
- 5º Maior jogador Brasileiro do século XX pela IFFHS: (1999)
- 13º Maior jogador Sul-americano do século XX pela IFFHS: (1999)
- 58º Maior Jogador do Século XX pelo Grande Júri FIFA: (1999)
- 20º colocado na relação dos 20 melhores jogadores por posição Séc. XX da Voetbal International (Holanda)
- Presença na lista dos 50 Melhores jogadores Séc XX da Voetbal International (Holanda)
- 48º Melhor jogador do Século XX segundo a Revista Placar
- 53º Maior Jogador do Mundo do século XX pela revista inglesa World Soccer: (1999)
- Golfinho de ouro - Melhor Esportista Brasileiro: (1969)
- Eleito entre técnicos e ex-jogadores como um dos '10 gênios do futebol brasileiro': (1970) a (1992)
- Jogador do ano: Melhor jogador do Vasco na temporada 1972.

## Recordes
- Único artilheiro em quatro edições de Campeonato Mineiro seguidos (1965 a 1968)
- Tostão tem a maior média de gols do Mineirão
- Único jogador do futebol mineiro a estar entre Maiores jogadores Brasileiros do século XX pela IFFHS: (1999)
- Primeiro jogador de um clube mineiro a disputar uma Copa do Mundo, na Inglaterra, em 1966
- Único jogador do futebol mineiro a estar entre Maiores jogadores Sul-americanos do século XX pela IFFHS: (1999)
- Bicampeão mineiro invicto (1968/1969)
- Único jogador do futebol mineiro a estar na lista dos Maiores Jogador do Século XX pelo Grande Júri FIFA: (1999)
- Maior artilheiro da história do Cruzeiro - 249 gols
- Único jogador do futebol mineiro a ganhar o prêmio de Melhor jogador sul-americano do ano, eleito pelo jornal "El Mundo": 1971

## Estatísticas
Tostão anotou em toda sua carreira entre 1963 e 1973, 308 gols. Os gols marcados quando atuava no futebol de salão não foram considerados.
| Time                | Número de Gols | Partidas | Média |
| ------------------- | -------------- | -------- | ----- |
| Cruzeiro (BRA)      | 249            | 373      | 0,68  |
| Vasco da Gama (BRA) | 19             | 30       | 0,63  |
| Seleção Brasileira  | 36             | 65       | 0,55  |
| TOTAL               | 304            | 468      | 0,64  |

## Livros publicados
- “Lembranças, opiniões e Reflexões sobre Futebol”, 1997
- "A perfeição não existe: Paixão do futebol por um craque da crônica", 2012
- "Tempos vividos, sonhados e perdidos: um olhar sobre o futebol", 2016.